# 汶萊城市列表

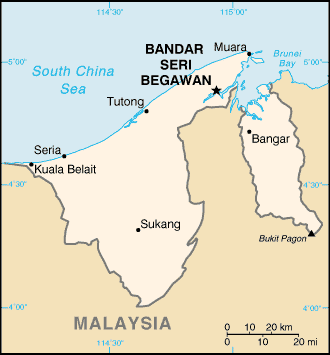
汶萊地圖

汶萊有三個自治議會，管理四個小鎮。
- 斯里巴加灣[來源請求]
- 馬來奕（人口約33,000[1]）